# Cinara lalazarica
Cinara lalazarica är en insektsart som beskrevs av Remaudière, G. och Binazzi 2003. Cinara lalazarica ingår i släktet Cinara och familjen långrörsbladlöss. Inga underarter finns listade i Catalogue of Life.